# Праисторијско насеље у селу Дивостин
Праисторијско насеље у селу Дивостин представља непокретно културно добро као археолошко налазиште, решењем Завода за заштиту споменика културе Крагујевац бр. 227/1-68 од 18. марта 1969. године.
Праисторијско насеље се налази на простору између цркве, школе и дома, откривено 1952. године, током рекогносцирања терена од стране Археолошког института Београд и Народног музеја у Крагујевцу. Неколико године касније, 1956. године, приликом грађевинских радова мештани су открили групу фигурина са керамичким посудама и једним троножним жртвеником. Каснијим анализама је утврђено да је реч о затвореном налазу у из просторије једне винчанске куће са посебно издвојеним култним местом. Фигурине су женске представе, моделоване доста сумарно, главе су полигоналне, нос наглашен а доњи део сведен на ступасту ногу.
Народни музеј у Крагујевцу је 1959. године, извршио мања истраживања током којих је потврђено постојање обимног винчаског материјала на овом простору. И поред тога што су налази у Дивостину изазвали велико интересовање наше и светске јавности, радови су у мањем обиму настрављени тек 1967. године, да би 1968. године Дивостин истраживан у оквиру великог југословенско-америчког пројекта „Ране земљорадничке културе на тлу централне Србије”. До 1971. године на неолитским насељима у Дивостину истражено је 2250m², и пронађено је преко 100 000 предмета од печене земље, кремена, камена и животињских костију. Насеље је захватало површину од преко 15ha, било је насељено у току старијег и финалног неолита тј. у време старчевачке и винчанско-плочник културе.
Др Миленко Богдановић и проф. др Драгослав Срејовић, су на основу хоризонталне стратиграфије керамичких налаза у оквиру старчевачке културе издвојили следеће фазе:
- Дивостин 1 – најстарија фаза, њој припадају мале надземне колибе, неорнаментисана керамика и ретке антропоморфне фигурине,
- Дивостин 1б – станишта земуничког типа, импресо и спорадично сликана керамика и зооморфна пластика,
- Дивостин 1ц – карактеристична је појава надземних правоугаоних кућа, барботин и сликана керамика и цилиндричне анторпоморфне фигурине.

Слој винчанско-плочничког насеља подељен је на две фазе:
- Дивостин 2а и Дивостин 2б – Масивне куће од дрвета и земље површине и до 90 m² у појединим случајевима. Пронађено је преко 400 целих керамичких посуда, велики бројантропоморфних фигурина, жртвеника, тегова од печене земље, камених и кремених алатки.